# Арнус, Хусейн
Хусейн Арнус (араб. حسين عرنوس‎; род. 1953, Эт-Тах, Идлиб) — сирийский государственный деятель. Премьер-министр Сирии с 11 июня 2020 по 23 сентября 2024 года (до 31 августа исполнял обязанности) и министр водных ресурсов с 26 ноября 2018 по 30 августа 2020 года. В прошлом — министр общественных работ и жилищного строительства (2013—2018). Член партии «Баас».

## Биография
Родился в 1953 году в селе Эт-Тах в нахии Хиш в районе Мааррет-эн-Нууман в мухафазе Идлиб. По данным некоторых СМИ, Арнус является выходцем из шиитской семьи и близок к иранскому руководству.
В 1978 году окончил строительный факультет Университета Алеппо.
В 1989—1994 годах возглавлял филиал Ассоциации инженеров в Идлибе. В 1983—1992 годах руководил работой филиала компании General Roads («Дженерал Роудс») в Идлибе, в 1992—2002 годах был генеральным директором General Roads. С 2004 по 2009 год возглавлял Главный институт автомобильного транспорта.
В 2002—2004 годах — помощник министра транспорта. С 2009 по 2011 год был губернатором провинции Дайр-эз-Заур, в 2011 году — провинции Эль-Кунейтра. С 2013 года — министр общественных работ в правительстве Ваэля аль-Халки, с 2016 года — министр общественных работ и жилищного строительства в правительстве Имада Хамиса. С ноября 2018 по август 2020 года — министр водных ресурсов. 11 июня 2020 года Хусейн Арнус назначен исполняющим обязанности премьер-министра Сирии вместо Имада Хамиса, освобождённого от поста главы правительства. По итогам парламентских выборов 19 июля 2020 года Арнус был назначен премьером. 25 августа президент Сирии Башар Асад поручил Арнусу сформировать правительство и 30 августа утвердил состав кабинета министров Хусейна Арнуса.
В 2014 году Хусейн Арнус был внесён в санкционный список США и Европы.